# Забіяко Наталія Олександрівна
Наталія Олександрівна Забіяко (рос. Наталья Александровна Забияко) — російсько-естонська фігуристка, що виступала в парному катанні, олімпійська медалістка, призерка чемпіонату Європи.
Срібну олімпійську медаль Забіяко здобула у складі збірної олімпійців з Росії в командних змаганнях на Пхьончханській олімпіаді 2018 року, де виступала зі своїм партнером Олександром Енбертом з довільною програмою.

## Біографія
Забіяко народилася в Естонії. Її мати громадянка Естонії, а батько має естонський паспорт іноземця. Батько — Олександр Забіяко, родом із Новоросійська, за професією зварювальник. Мати за фахом швачка. Наталя має брата і дві сестри. Брат Олексій професійно займався футболом. Одна із сестер — Світлана — теж займалася фігурним катанням.
У спорт Наталю віддали батьки з метою зміцнити її здоров'я: у дитячі роки вона часто хворіла, і у віці 4-х років вона прийшла на ковзанку.

## Кар'єра
Першими тренерами були Оксана Романенкова та Ганна Леванді. Спочатку вона виступала в одиночному фігурному катанні. У грудні 2008 року виграла першість Естонії серед юніорок у Тарту. З січня 2009 року тренер Катерина Некрасова поставила її в пару із Сергієм Мухіним. З ним вона виступала на юніорському чемпіонаті світу у Гаазі у 2010 році. Також із ним Наталя стала чемпіонкою Естонії у парному катанні. Однак пара розпалася: партнеру запропонували місце у шоу, і він вирішив закінчити із аматорським спортом. У червні 2010 року Забіяко переїхала до США. Батькам довелося взяти кредит у банку, щоб відправити дочку за океан. Дівчині дала притулок російська родина в Ашбурні. Разом з українським фігуристом Сергієм Кульбачом працювала зі спеціалістами із Болгарії та Казахстану. У 2011 році вони здобули 16 місце на чемпіонаті світу (представляли Естонію). Незабаром після цього вона зазнала травми спини, що завадило їм вирушити на чемпіонат Європи 2012 року. Дует розпався, Сергій повернувся в Україну.
З вересня 2011 року її новим партнером став російський фігурист Олександр Забоєв. Пара зуміла пробитися на олімпійський турнір у Сочі після вдалого виступу у Німеччині на турнірі Nebelhorn Trophy. Проте Забоєв не зміг здобути естонське громадянство, і пара навесні 2014 року припинила своє існування. На цей момент Наталія Забіяко отримала запрошення виступати за Росію. Тренер Ніна Мозер поставила Наталю в пару з Юрієм Ларіоновим, з яким вона виступила лише на етапах кубка Росії та чемпіонаті країни. У цей час Забіяко відбувала карантин за зміни федерації. Наприкінці сезону Ларіонов через хронічну травму вирішив завершити кар'єру фігуриста та перейти на тренерську роботу. Далі партнером Наталії став досвідчений фігурист Олександр Енберт. З ним Забіяко дебютувала у виступах за Росію на міжнародному турнірі в Саранську «Мордовские узоры», де пара посіла друге місце. Також вони добре виступили на етапі Гран-прі у Росії «Кубок Ростелекому». На російському чемпіонаті пара виступила вдало та запасними увійшла до складу збірної Росії. У січні 2016 року при відпрацюванні викиду «потрійний аксель» Наталя отримала тяжку травму і лише за кілька місяців змогла повернутися до повноцінних тренувань.
Передолімпійський сезон 2016/17 пара розпочала у Словаччині на Меморіалі Непели, де вони виступили гідно, посівши третє місце. На початку листопада російська пара виступила на домашньому етапі Гран-прі в Москві, де на Кубку Ростелекому зайняли друге місце і покращили свої колишні досягнення у сумі та короткій програмі. У середині листопада росіяни виступили на етапі Гран-прі в Парижі, де на турнірі Trophée de France вони фінішували четвертими, покращивши при цьому свій найкращий результат у короткій програмі. У Франції на своєму дебютному фіналі Гран-прі вони зуміли посісти найвище четверте місце. Далі у Челябінську на чемпіонаті Росії пара вперше виборола бронзову медаль. Наприкінці січня 2017-го російська пара дебютувала на європейському чемпіонаті в Остраві, де замкнула п'ятірку найкращих пар континенту, при цьому покращивши свої досягнення у короткій програмі та сумі.
У вересні 2017-го пара розпочала олімпійський сезон у Бергамо, де на Кубку Ломбардії вони фінішували першими. За тиждень фігуристи виступали в Братиславі, де на турнірі Меморіал Ондрея Непели в завзятій боротьбі виграли золоті медалі. На національному чемпіонаті в середині грудня у Санкт-Петербурзі пара фінішувала вдруге із бронзою. На чемпіонаті Європи у Москві у січні 2018 року пара виграла бронзову медаль. На Олімпійських іграх 2018 року в Кореї пара Наталія Забіяко та Олександр Енберт у складі олімпійської команди із Росії виборола срібну медаль у командних змаганнях. Вони виступали лише у довільній програмі та фінішували третіми.
У сезоні 2018/2019 років пара виграла два етапи Гран-прі та посіла друге місце на чемпіонаті Росії. Однак на чемпіонаті Європи вони не змогли виступити, оскільки партнер не отримав дозволу від лікарів. Після отримання дозволу пара форсувала підготовку та змогла виступити на чемпіонаті світу та командному чемпіонаті світу — обидва рази вони здобули бронзові медалі. Наприкінці вересня 2019 пара заявила, що вони пропустять першу частину нового сезону, оскільки лікарі рекомендували Енберту за станом здоров'я призупинити кар'єру.
26 лютого 2020 року вони оголосили про завершення професійної спортивної кар'єри. У 2020 році про пару Наталія Забіяко та Олександр Енберт, а також американську пару Кейн та ЛеДюк вийшов документальний фільм «Незламні» (Unbroken). У фільмі Наталія Забіяко розповіла, що отримала травму перед чемпіонатом світу в Японії 2019 року, де у парі з Олександром Енбертом стала бронзовою призеркою: «Досить безглузде падіння. Ми робили вправи до викиду, Саня трохи запнувся, і ми обидва полетіли нагору в той момент, коли він почав мене викидати. Я досить сильно забила стегно, було боляче ходити спочатку. Про всяк випадок поїхали робити знімок, ніяких тріщин не було, але воно ще довго боліло в мене кілька місяців. Тому на чемпіонаті світу ми ще робили уколи, щоби якось згладити біль».
Восени 2021 року Наталія Забіяко стала учасницею шоу «Льодовиковий період» на Першому каналі у парі з відомим співаком Микитою Пресняковим.

## Особисте життя
Лесбійка. Вийшла заміж в 2018 році за Данила Гринькіна, режисера, сценариста та кліпмейкера. Але розлучилася з ним, і завела роман з тенісисткою Дарією Касаткіною.

## Спортивні досягнення

### За РФ

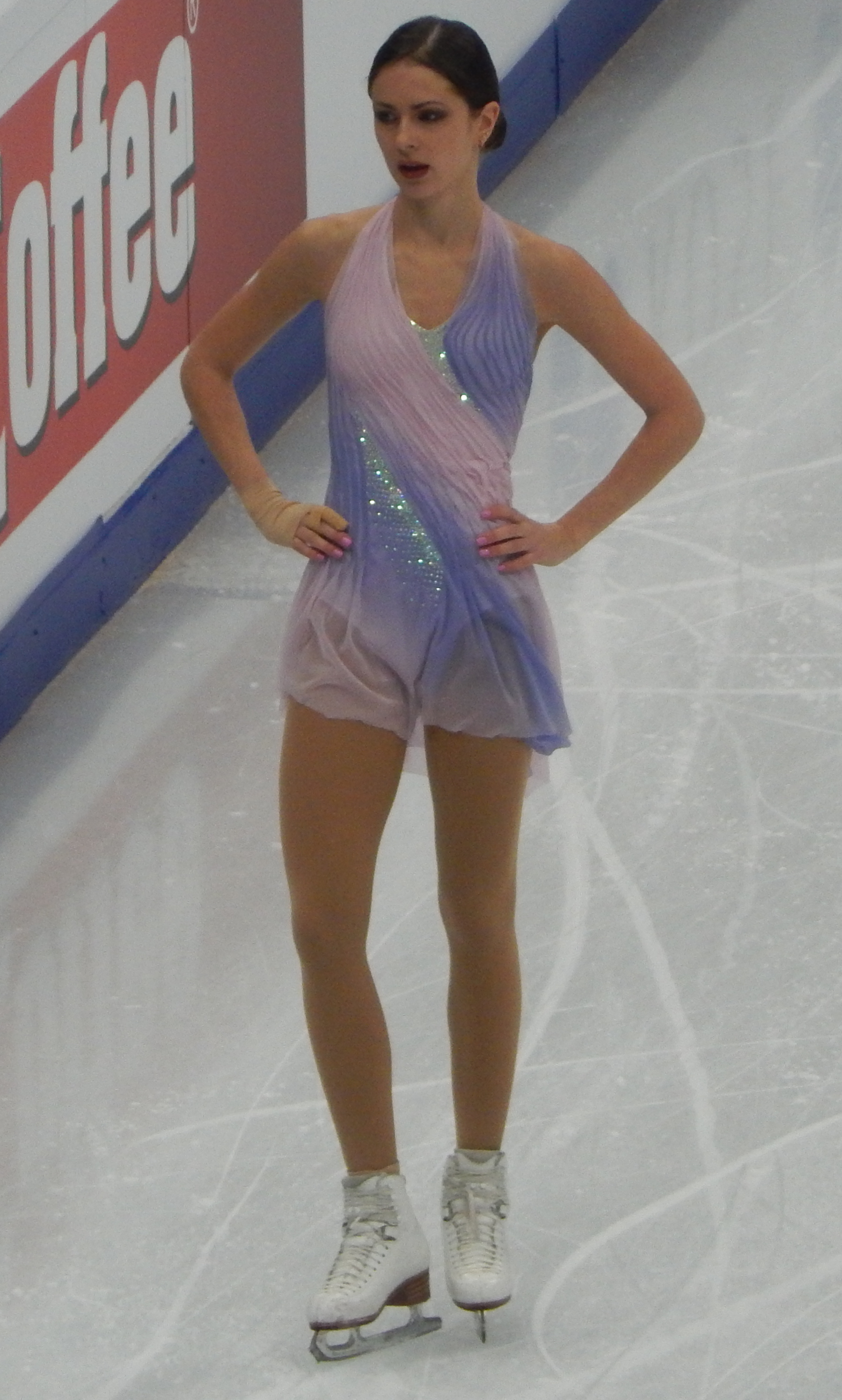
Чемпіонат Європи 2018 в Москві

(з О. Енбертом)
| Змагання                                        | 2015—2016 | 2016—2017 | 2017—2018 | 2018—2019 |
| ----------------------------------------------- | --------- | --------- | --------- | --------- |
| Зимові Олімпійські ігри. Індивідуальні змагання |           |           | 7         |           |
| Зимові Олімпійські ігри. Командні змагання      |           |           | 2         |           |
| Чемпіонати світу                                |           | 12        | 4         | 3         |
| Командні чемпіонати світу                       |           |           |           | 3         |
| Чемпіонати Європи                               |           | 5         | 3         |           |
| Фінали Гран-прі                                 |           | 4         |           | 4         |
| Етапи Гран-прі: Кубок Ростелекома               | 5         | 2         |           |           |
| Етапи Гран-прі: Trophée de France               |           | 4         |           |           |
| Етапи Гран-прі: Skate Canada                    |           |           | 4         |           |
| Етапи Гран-прі: Skate America                   |           |           | 4         |           |
| Етапи Гран-прі: NHK Trophy                      |           |           |           | 1         |
| Етапи Гран-прі: Гран-прі Гельсінки              |           |           |           | 1         |
| Золотой ковзан Загреба                          | 4         |           | 1         |           |
| Мордовские узоры                                | 2         |           |           |           |
| Меморіал Непели                                 |           | 3         | 1         |           |
| Кубок Ломбардії                                 |           |           | 1         | 1         |
| Чемпіонати Росії                                | 5         | 3         | 3         | 2         |

(з Ю. Ларіоновим)
| Змагання         | 2014—2015 |
| ---------------- | --------- |
| Чемпіонати Росії | 7         |

### За Естонію

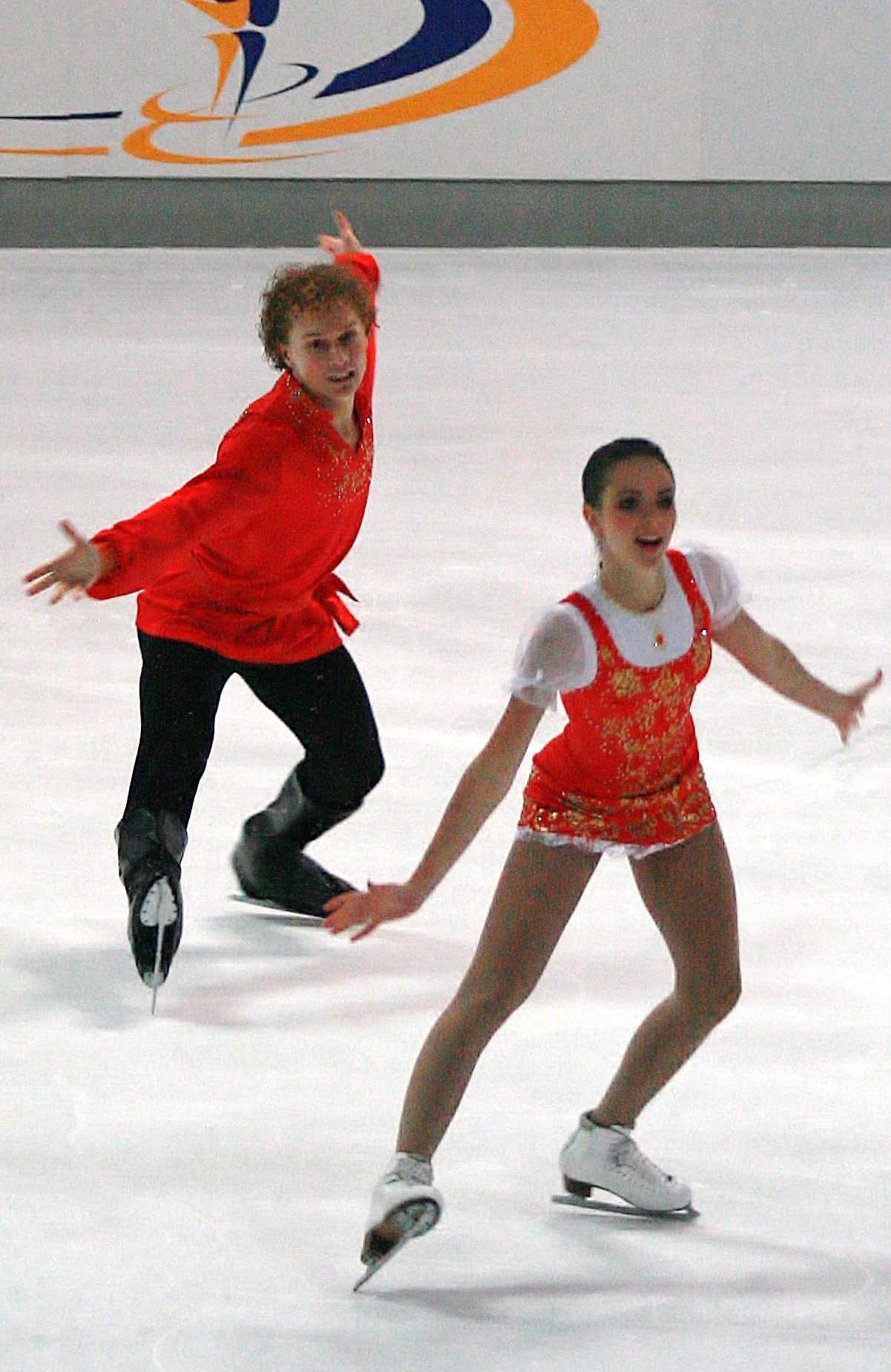
Забіяко і Забоєв на Nebelhorn Trophy 2013

(з О. Забоєвим)
| Змагання               | 2013—2014 |
| ---------------------- | --------- |
| Чемпіонати світу       | 19        |
| Чемпіонати Європи      | 10        |
| Nebelhorn Trophy       | 9         |
| Золотий ковзан Загреба | 2         |

(з С. Кульбачом)
| Змагання                           | 2010—2011 | 2011—2012 |
| ---------------------------------- | --------- | --------- |
| Чемпіонати світу                   | 16        |           |
| Чемпіонати Європи                  | 13        |           |
| NRW Trophy                         | 5         | 3         |
| Етап юніорського Гран-прі: Естонія |           | 4         |
| Чемпіонат Естонії                  | 1         |           |

(з С. Мухіним)
| Змагання                            | 2009—2010 |
| ----------------------------------- | --------- |
| Чемпіонат світу (юніори)            | 16        |
| Етап юніорського Гран-прі: Білорусь | 13        |
| Чемпіонат Естонії                   | 1         |